# Triathlon aux Jeux asiatiques de 2010
Navigation
Édition précédente Édition suivante
Les compétitions de triathlon aux Jeux asiatiques de 2010 se sont déroulées les 13 et 14 novembre 2010 à Guangzhou, en Chine. Deux épreuves (une féminine et une masculine) étaient au programme.

## Médaillés
Hommes
| Epreuve    | Or                | Argent               | Bronze           |
| ---------- | ----------------- | -------------------- | ---------------- |
| Individuel | Yūichi Hosoda JPN | Ryosuke Yamamoto JPN | Dmitriy Gaag KAZ |

Femmes
| Epreuve    | Or                | Argent                | Bronze            |
| ---------- | ----------------- | --------------------- | ----------------- |
| Individuel | Mariko Adachi JPN | Akane Tsuchihashi JPN | Jang Yun-jung KOR |

## Résultats
| Rang               | Triathlète                 | Temps              |
| ------------------ | -------------------------- | ------------------ |
| Médaille d'or      | Yuichi Hosoda JPN          | 1 h 52 min 15 s 56 |
| Médaille d'argent  | Ryosuke Yamamoto JPN       | 1 h 52 min 41 s 49 |
| Médaille de bronze | Dmitriy Gaag KAZ           | 1 h 53 min 08 s 21 |
| 4                  | Dmitriy Smurov KAZ         | 1 h 53 min 46 s 42 |
| 5                  | Heo Min-ho KOR             | 1 h 54 min 10 s 42 |
| 6                  | Kim Ju-seok KOR            | 1 h 54 min 31 s 19 |
| 7                  | Andrew Wright HKG          | 1 h 54 min 45 s 47 |
| 8                  | Daniel Lee HKG             | 1 h 54 min 46 s 29 |
| 9                  | Jiang Zhihang CHN          | 1 h 55 min 03 s 77 |
| 10                 | Sun Liwei CHN              | 1 h 55 min 24 s 02 |
| 11                 | Nikko Huelgas PHI          | 2 h 01 min 53 s 01 |
| 12                 | Antonio Lao MAC            | 2 h 01 min 54 s 21 |
| 13                 | Pavel Rastrigin UZB        | 2 h 03 min 45 s 75 |
| 14                 | Neil Catiil PHI            | 2 h 05 min 28 s 59 |
| 15                 | Shohruh Yunusov UZB        | 2 h 06 min 02 s 53 |
| 16                 | Kuok Chi Wai MAC           | 2 h 09 min 27 s 75 |
| 17                 | Mohd Zuhar Ismail Malaisie | 2 h 17 min 05 s 38 |
| 18                 | Wei Kuo Hau Malaisie       | 2 h 20 min 05 s 50 |
| 19                 | Chuluunsukh Gansukh MGL    | 2 h 38 min 44 s 85 |
| —                  | Gurudatta Gharat IND       | DNF                |
| —                  | Mohammad Al-Sabbagh SYR    | DSQ                |

| Rang               | Triathlète                          | Temps              |
| ------------------ | ----------------------------------- | ------------------ |
| Médaille d'or      | Mariko Adachi JPN                   | 2 h 05 min 44 s 59 |
| Médaille d'argent  | Akane Tsuchihashi JPN               | 2 h 06 min 31 s 56 |
| Médaille de bronze | Jang Yun-jung KOR                   | 2 h 07 min 52 s 50 |
| 4                  | Hoi Long MAC                        | 2 h 08 min 21 s 37 |
| 5                  | Fan Dan CHN                         | 2 h 08 min 47 s 74 |
| 6                  | Liu Ting CHN                        | 2 h 09 min 15 s 11 |
| 7                  | Hong Dan-bi KOR                     | 2 h 10 min 43 s 46 |
| 8                  | Yekaterina Shatnaya KAZ             | 2 h 15 min 33 s 29 |
| 9                  | Karolina Solovyova KAZ              | 2 h 20 min 47 s 88 |
| 10                 | Pooja Naresh Chaurushi IND          | 2 h 31 min 07 s 10 |
| 11                 | Tüvshinjargalyn Enkhjargal Mongolie | 2 h 41 min 56 s 04 |

## Tableau des médailles
| Rang  | Nation       | Or | Argent | Bronze | Total |
| ----- | ------------ | -- | ------ | ------ | ----- |
| 1     | Japon        | 2  | 2      | 0      | 4     |
| 2     | Kazakhstan   | 0  | 0      | 1      | 1     |
| 2     | Corée du Sud | 0  | 0      | 1      | 1     |
| Total | Total        | 2  | 2      | 2      | 6     |